# 苏巴卡卡

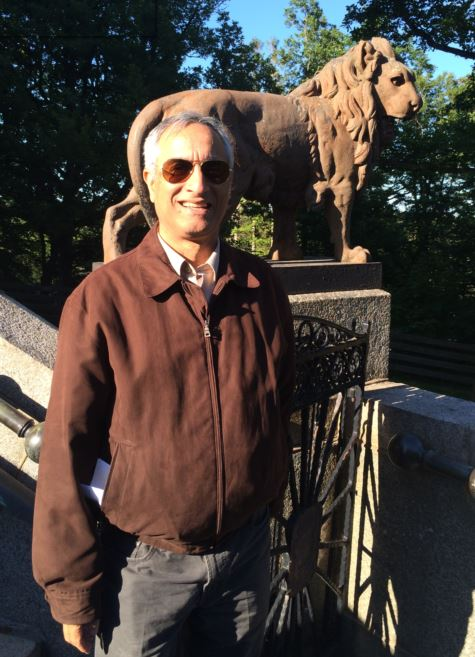

苏巴卡卡（Subhash Kak，1947年3月26日—）是美国籍印度计算机科学家，出生于斯利那加。现为俄克拉何马州立大学静水校区资深教授、賈瓦哈拉爾·尼赫魯大學客座教授，印度总理科学、技术与创新咨询委员会（PM-STIAC）成员。
卡卡发表过有关科学史，科学哲学，天文学史、数学史的论文，卡卡还发表过关于考古天文学的文章，并提倡土著雅利安人（Indigenous Aryans）的思想。但其理论被其他许多学者批评。
2019年被印度政府授予莲花士勋章。